# Trouville-sur-Mer

Trouville-sur-Mer este o comună în departamentul Calvados, Franța. În 1 ianuarie 2022 avea o populație de 4.624 de locuitori.